# Povstání rytířů
Povstání rytířů neboli také Rytířská válka (německy Ritterkrieg) bylo krátkodobé povstání německých a říšských rytířů protestantského vyznání ve Svaté říši římské (trvalo 1522/1523). Povstání vedli známí rytíři Franz von Sickingen a Ulrich von Hutten, kteří byli stoupenci Reformace, ale na rozdíl od Martina Luthera se uchýlili k jejímu prosazení vojenskými prostředky. Povstání rytířů bylo sice potlačeno, ale předcházelo daleko větší Německé selské válce (1524–1525).